# سام سينغ
سام سينغ (بالإنجليزية: Sam Singh)‏ هو سياسي أمريكي، ولد في 4 مارس 1971. حزبياً، نشط في الحزب الديمقراطي. وقد انتخب عضو مجلس نواب ميشيغان ‏.

## وصلات خارجية
- الموقع الرسمي